# Communauté de communes du Pays de Seyne
La communauté de communes du Pays de Seyne est une ancienne communauté de communes française, située dans le département des Alpes-de-Haute-Provence en région Provence-Alpes-Côte d'Azur.

## Historique
La communauté de communes du Pays de Seyne a été créée en 2008.
Le projet de schéma départemental de coopération intercommunale (SDCI) de 2011 prévoyait la fusion avec la communauté de communes Ubaye Serre-Ponçon. Il n'a pu être mis en œuvre, d'autant plus qu'un amendement, adopté, proposait le maintien des communautés de communes du Pays de Seyne et Ubaye Serre-Ponçon en l'état.
La loi no 2015-991 du 7 août 2015 portant nouvelle organisation territoriale de la République, dite « loi NOTRe », impose aux établissements publics de coopération intercommunale à fiscalité propre une population supérieure à 15 000 habitants, avec des dérogations, sans pour autant descendre en dessous de 5 000 habitants. Avec une population municipale de 2 744 habitants en 2012, la communauté de communes du Pays de Seyne ne peut pas se maintenir. Le SDCI, dévoilé en octobre 2015, proposait la fusion avec les communautés de communes Asse Bléone Verdon, de la Moyenne Durance, des Duyes et Bléone et de Haute Bléone. La nouvelle structure intercommunale (pôle dignois), qui deviendra une communauté d'agglomération, constituera « un pôle d'attraction et de transition entre l'ouest du département, organisé autour du pôle manosquin et le long du val de Durance, et l'est du département, […] à dominante rurale ».
Mis à part le rejet de la sortie de Saint-Julien-d'Asse (appartenant à la communauté de communes Asse Bléone Verdon) du pôle dignois, aucune autre modification n'est apportée après la réunion de la commission départementale de coopération intercommunale du 21 mars 2016, à l'issue de l'adoption du SDCI le 25 mars.
La fusion a été prononcée par l'arrêté préfectoral no 2016-294-002 du 21 octobre 2016 ; la nouvelle structure intercommunale portera le nom de « Provence Alpes Agglomération ».

## Territoire communautaire

### Géographie
La communauté de communes de Haute Bléone est située au nord du département des Alpes-de-Haute-Provence, dans l'arrondissement de Digne-les-Bains. Les huit communes appartiennent au canton de Seyne.

### Composition
La communauté de communes contenait les communes d'Auzet, Barles,Montclar, Saint-Martin-lès-Seyne, Selonnet, Seyne, Verdaches et Le Vernet.

### Démographie
| 1968  | 1975  | 1982  | 1990  | 1999  | 2008  | 2013  |
| ----- | ----- | ----- | ----- | ----- | ----- | ----- |
| 2 227 | 2 092 | 2 135 | 2 243 | 2 618 | 2 759 | 2 711 |

## Politique et administration

### Siège
Le siège de la communauté de communes est situé à Seyne.

### Les élus
La communauté de communes est gérée par un conseil communautaire composé de 20 membres représentant chacune des communes membres et élus jusqu'à la disparition de la structure intercommunale.
À la suite de la démission du maire de Montclar, la répartition des sièges au conseil communautaire de la communauté de communes du Pays de Seyne (arrêté préfectoral no 2015-344-005 du 10 décembre 2015) est la suivante, :
| Nombre de délégués | Communes                                                    |
| ------------------ | ----------------------------------------------------------- |
| 9                  | Seyne                                                       |
| 3                  | Montclar, Selonnet                                          |
| 1                  | Auzet, Barles, Saint-Martin-lès-Seyne, Verdaches, Le Vernet |

### Présidence
Le conseil communautaire du 25 avril 2014 a élu son président, Francis Hermitte, et désigné ses cinq vice-présidents : Michel Grambert, Roger Isoard, Jean-Claude Remusat, Eliane Giraud et Marie-France Dulau.
À la suite de la démission de Jean-Claude Remusat, maire de Montclar, les nouveaux vice-présidents sont Michel Grambert, Roger Isoard, Michel Blot et Marie-France Dulau.

### Compétences
L'intercommunalité exerce des compétences qui lui sont déléguées par les communes membres.
Ces compétences sont :
- développement et aménagement économique ;
- aménagement de l'espace communautaire ;
- environnement et cadre de vie ;
- sanitaire et social ;
- développement touristique ;
- développement et aménagement social et culturel.

### Régime fiscal et budget
La communauté de communes applique la fiscalité additionnelle.
- Total des produits de fonctionnement : 1 191 000 euros, soit 421 euros par habitant
- Total des ressources d’investissement : 449 000 euros, soit 159 euros par habitant
- Endettement : 795 euros, soit 281 euros par habitant[8].

Les taux d'imposition sont les suivants : taxe d'habitation 1,94 %, foncier bâti 2,25 %, foncier non bâti 7,09 %, contribution foncière des entreprises 3,32 %.